# Techuchulco de Allende
Techuchulco de Allende är ett samhälle i kommunen Joquicingo i delstaten Mexiko i Mexiko. Orten hade 4 713 invånare vid folkräkningen år 2010 och är därmed kommunens folkrikaste samhälle, men dock inte dess administrativa huvudort.